# Tőkés Elek
Tőkés Elek (Bánffyhunyad, 1955. szeptember 28. – Sepsiszentgyörgy, 2009. június 6.) tanár, az Erdélyi református egyházkerület előadótanácsosa, a román kormány Egyházügyi Államtitkárságának főigazgatója (1997–2000), könyvkiadó, a romániai magyar nyelvű nevelés- és oktatásügy 1989-et követő megújulásának egyik kiemelkedő képviselője és kivitelezője,  pedagógiai intézményépítő, romániai magyar politikus.

## Életpályája
Református lelkészi családban született. Gyermekkorát a kalotaszegi Középlakon, majd a Kolozs megyei Széken töltötte. Elemi iskoláit a bánsági Szapáryfalván végezte. Édesapját politikai okokból tíz év börtönbüntetésre ítélték a kor kommunista hatóságai, és az 1950-es évek elején kényszermunkára a Duna-csatornához hurcolták.
Apja halála után, tízéves korától kezdődően nagyszülei nevelték Kolozsváron. 1975-1979 között magyar–angol szakos egyetemi hallgató a kolozsvári Babeș–Bolyai Tudományegyetemen. 1979-ben kötött házasságot Tőkés Erikával (1956−2016), a kolozsvári, magyar tannyelvű Apáczai Csere János Elméleti Líceum, a hajdani Felső Református Leánygimnázium  magyar és német szakos tanárnőjével. Gyermekei Tőkés Orsolya magyar szakos tanárnő és Tőkés Balázs egyetemi hallgató. Tanári pályáját Lugoson kezdte, majd Buzában, Mérán és a kolozsvári 1-es számú Általános Iskolában tanított. 1988-tól a kolozsvári 3-as számú Matematika-Fizika Líceum (a mai Báthory István Elméleti Líceum) magyar szakos tanára volt. 

1990–1995 között a Kolozs megyei magyar szakos tanárok tanfelügyelői tisztségét töltötte be. Az Erdélyi Református Püspökség tanügyi tanácsosa volt 1995 és 2000 között. 1997 és 2000 között az Erdélyi Református Egyház megbízásából a román kormány Vallásügyi Államtitkárságán töltött be fontos állami tisztségeket és a felekezeti iskola-rendszer törvényes helyreállításának az ügyében ért el jelentős sikereket. Lényeges szerepet játszott a Református kollégium (Kolozsvár) épületének az állam részéről történt visszaszolgáltatásában ). 2001-ben nemzetközi értekezleten képviselte Dániában a romániai magyar nyelvű oktatás ügyét a Román Tanügyminisztérium képviselőjeként . 2000 novemberétől haláláig a kolozsvári, magyar tannyelvű Báthory István Elméleti Líceum, a Báthory István erdélyi fejedelem és lengyel király alapította, egykori Római Katolikus Főgimnázium igazgatója volt. Három évtizedes, lelkes és fáradhatatlan tanügyi munkásságának ideje alatt mindvégig Apáczai Csere János és Comenius életművét és tevékenységét tartotta követendő példaképének.

## Tudományos kutatótevékenysége
- Tőkés Elek, A Bega-völgyi magyar népi építkezés. Kézirat. In : Kós Károly néprajzkutató kézirathagyatéka. IV. Mások kéziratai.
- Tőkés Elek, Búza község nyelvállapotának szociolingvisztikai megközelítése. Kézirat, 1993

## Könyvkiadói és könyvszerkesztői tevékenysége

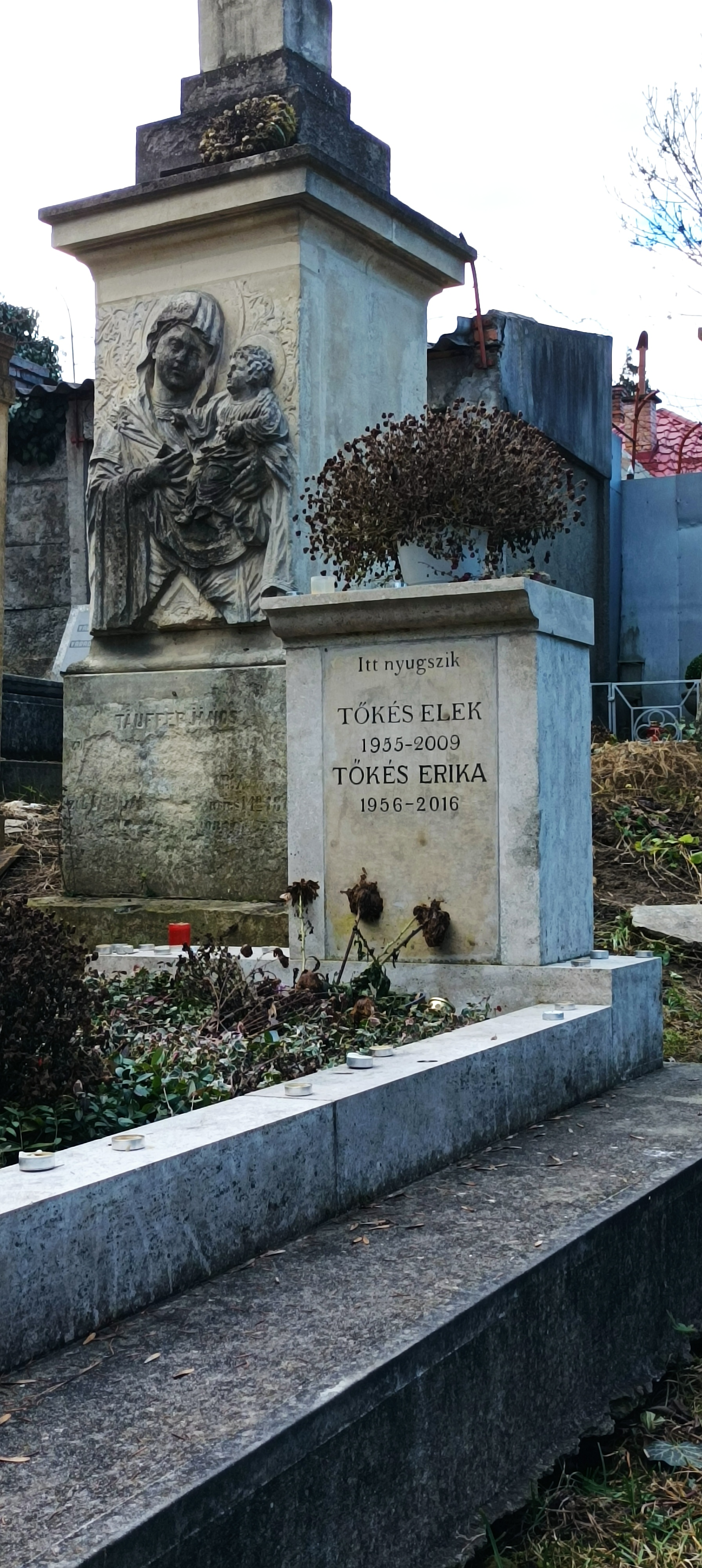
Sírja a Házsongárdi temető Kertek nevű részében

1992-ben megalapította a választható, magyar nyelvű tankönyveket, munkafüzeteket, valamint tudományos, közművelődési, szépirodalmi  és pedagógiai jellegű munkákat megjelentető, kolozsvári Stúdium könyvkiadót. 1992 és 2008 között több tucat művet jelentetett meg és szerkesztett magyar és román nyelven.

## Politikai tevékenysége
1997-től a Kolozs megyei RMDSZ vezetőségi tagjaként tevékenykedett. 1998-ban a Romániai Magyar Kereszténydemokrata Párt Kolozs megyei elnökévé választották.

## Kormányzati tevékenysége
Az 1997 és 2000 közötti időszakban a román kormány Vallásügyi Államtitkárságán működő Kisebbségi Egyházak Főosztályának az igazgatója.

## Intézményépítői tevékenysége
2000 és 2002 között a Sapientia Erdélyi Magyar Tudományegyetemet létrehozó Sapientia Alapítvány Kuratóriumának alapító tagja volt. 

## Kitüntetései
2000-ben a legmagasabb rangú román állami kitüntetés, a Románia Csillaga érdemrend (Ordinul Steaua României) kitüntetettje volt.

## Külső hivatkozások
- A kolozsvári Stúdium könyvkiadó 2008-ban megjelent kiadványai  Archiválva 2016. március 4-i dátummal a Wayback Machine-ben